# Campionato sudamericano di rugby 1993
Il campionato sudamericano di rugby 1993 (in spagnolo Sudamericano de Rugby 1993; in portoghese Campeonato Sul-Americano de Rugby de 1993) fu il 18º campionato continentale del Sudamerica di rugby a 15.
Si tenne, in forma itinerante, dal 25 settembre al 23 ottobre 1993 e fu vinto dall'Argentina al suo diciassettesimo successo, sesto consecutivo.
Il torneo fu organizzato dalla Confederación Sudamericana de Rugby e, per la prima volta, servì anche come zona sudamericana di qualificazione alla Coppa del Mondo 1995: escluso il Brasile, infatti (all'epoca non membro effettivo International Rugby Football Board), la migliore della classifica avulsa tra le altre quattro partecipanti avrebbe designato la squadra per lo spareggio nord/sudamericano contro gli Stati Uniti.
Torneo e qualificazione furono appannaggio dei Pumas argentini, vincitori a punteggio pieno e campioni per la diciassettesima volta su diciotto edizioni.
Il valore delle marcature, come stabilito dall’IRFB nel 1992, era: 5 punti per ciascuna meta (7 se trasformata), 3 punti per la realizzazione di ciascun calcio piazzato, idem per il drop.

## Squadre partecipanti
- Argentina
- Brasile[4]
- Cile
- Paraguay
- Uruguay

## Risultati
| Arbitro: | Santiago Borsani |

|        |      |                                                   |
| Pomeca | mt   | Lame Nicola Paullier Sciarra Terra (2) Vecino (2) |
|        | tr   | Silva (6)                                         |
|        | c.p. | Silva                                             |

| Santiago del Cile 26 settembre 1993 | Cile | 24 – 25 | Paraguay | Prince of Wales C.C. |

| Arbitro: | Manuel Toledo |

|       |      |                                                                           |
|       | mt   | Cuesta Silva (2) Jorge (8) Merlo Mesón Paz Posse Pérez Salvat Tolomei (3) |
|       | tr   | Criscuolo (2) Mesón (10)                                                  |
| Vouga | c.p. |                                                                           |

| Arbitro: | Don Reordan |

|       |      |                                                    |
|       | mt   | Eirea (2) Nairac Nicola (3) Sciarra (2) Vecino (2) |
|       | tr   | Nicola (5) Sciarra (2)                             |
| Conti | c.p. | Nicola                                             |

| Arbitro: | Don Reordan |

|                    |      |             |
| Calandra           | mt   |             |
| Nicola Sciarra (2) | c.p. | Venegas (2) |

| Asunción 10 ottobre 1993 | Paraguay | 49 – 21 | Brasile | Stadio del CURdA |

| Arbitro: | Gareth Simmonds |

|                                                       |      |         |
| Irazoqui Jorge (4) Merlo Paz Posse Salvat Tolomei (2) | mt   | Encínas |
| Arbizu (7)                                            | tr   | Venegas |
| Arbizu (2)                                            | c.p. |         |

| Santiago del Cile 15 ottobre 1993 | Cile | 37 – 26 | Brasile | Prince of Wales C.C. |

| Arbitro: | Gareth Simmonds |

|                                                             |      |          |
| Arbizu Camardón Cuesta Silva Marguery Mesón (2) Tolomei (2) | mt   |          |
| Mesón (4)                                                   | tr   |          |
| Mesón                                                       | c.p. | Matiauda |

| Arbitro: | Pearse Higgins |

|           |      |           |
| Ormaechea | mt   | Sporleder |
| Sciarra   | tr   | Mesón     |
| Sciarra   | c.p. | Mesón (4) |

## Classifica
| Pos | Squadra   | G | V | N | P | PF  | PS  | DP   | Pt |
| --- | --------- | - | - | - | - | --- | --- | ---- | -- |
| 1   | Argentina | 4 | 4 | 0 | 0 | 254 | 23  | +231 | 8  |
| 2   | Uruguay   | 4 | 3 | 0 | 1 | 146 | 33  | +113 | 6  |
| 3   | Paraguay  | 4 | 2 | 0 | 2 | 80  | 163 | −83  | 4  |
| 4   | Cile      | 4 | 1 | 0 | 3 | 74  | 135 | −61  | 2  |
| 5   | Brasile   | 4 | 0 | 0 | 4 | 55  | 255 | −200 | 0  |